# 新惠宮
22°31′38″N 120°27′10″E / 22.527330°N 120.452801°E
新惠宮，是位於臺灣屏東縣新園鄉新東村的媽祖廟，為新園三十六庄的信仰中心，並與高雄市大樹區的九曲堂地區有鬥風水的傳說。

## 建物歷史

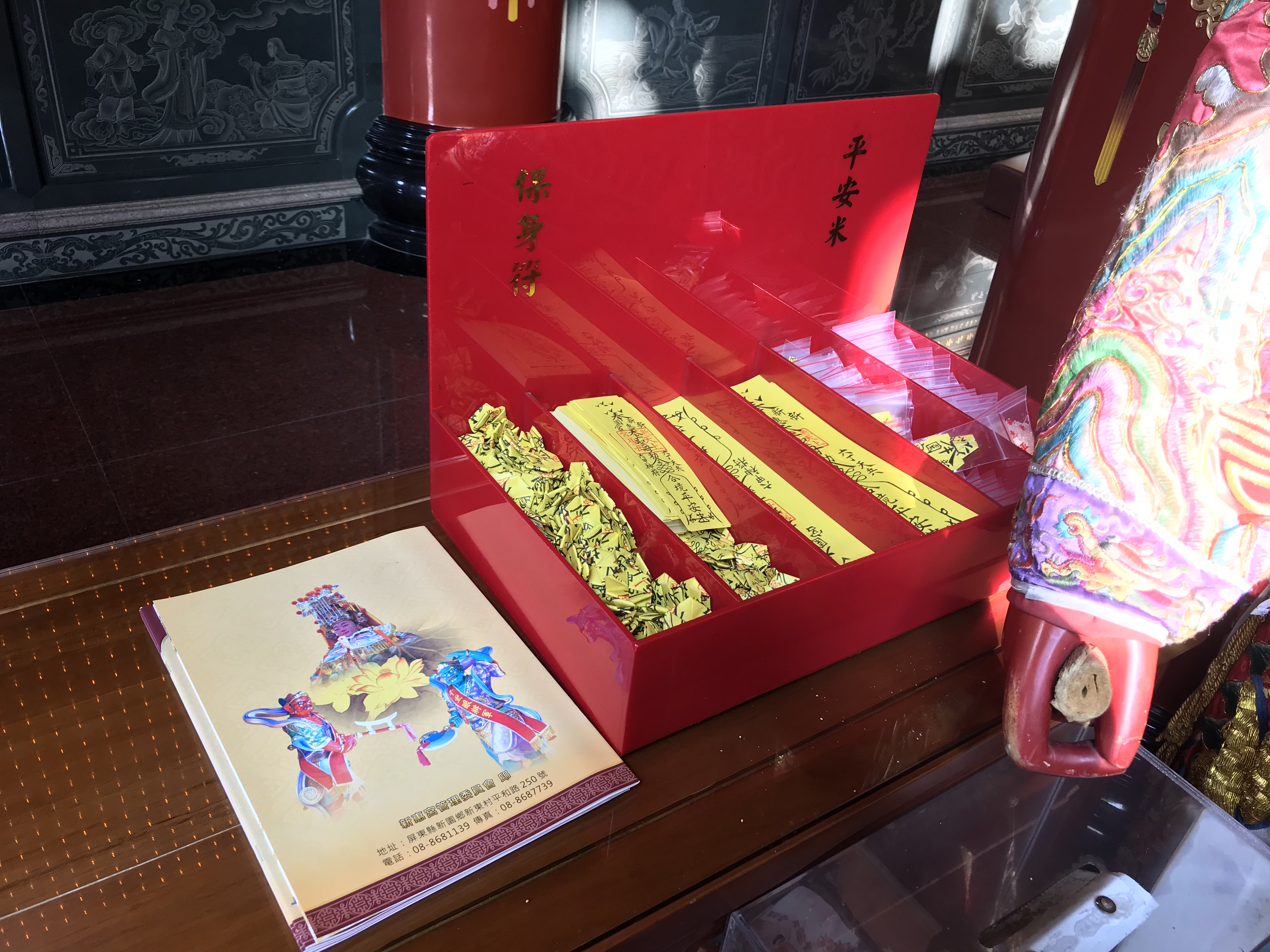
新惠宮在平和路250號

此廟為乾隆二十年（1755年）落成，原廟址在下淡水溪旁。乾隆廿九年出版的（1764年）《重修鳳山縣志》記載，當時鳳山縣的媽祖廟中，現仍存在的有本廟、萬丹萬惠宮、屏東慈鳳宮、里港雙慈宮、鳳山雙慈亭、楠梓天后宮這六間。
當時的新園庄古街，面對著下淡水溪，為清治時期船隊溯溪北上萬丹、阿猴城必經中途站，俗稱「下頭渡」，相當繁盛，但夏季洪水不時氾濫。一次大水，此廟媽祖神像被沖到溪中，後被信徒拾獲。道光與光緒年間皆有重建，廟宇經過兩次搬遷，今位在新東村，為新園鄉三十六庄的信仰中心。
昭和三年（1928年）重建完竣，並泥塑一座媽祖像。廟宇建築結構採卡榫疊架完成，未用到一根釘子。在屏科大農村規劃系盧惠敏的調查中，戰後時期，日治時期留下的屏東老廟，只有內埔天后宮、九如三山國王廟，以及新園新惠宮。
2004年農曆三月二十三日媽祖生前幾天，廟殿屋頂塌陷，瓦片、木梁散落一地。2005年2月27日，廟方請建築師研商重建事宜，據委員們指出，由於廟殿內部多已腐朽，能保存的材質恐怕不多，除了屋頂上的交趾燒及廟殿吊鐘、雕像外，幾乎都要重建。
7月18日拆除時，主張保留古廟團體抗議，因此延誤拆除。2005年9月6日，委員會與連署護廟的代表舉行討論會，管理委員會總幹事林福全等人強調廟基已經下陷，以前還有階梯可進入廟殿，如今已經埋在路下，至於屋內漏水嚴重，甚至發生廂房塌坍等，屋況岌岌可危，但拆除的舊廟材料計畫在屏科大另行覓地重建。
2007年10月15日，經建會在屏科大舉辦的「從農村老建築活化再生」研討會，盧惠敏提到護廟的往事，在會場失聲落淚。盧惠敏把古廟製成四分之一的可拆解模型參加2009年的國際授權展。屏科大倉庫收容分解為一千多件的舊廟材料。
2009年，當新廟即將落成，舉行建醮慶成時，廟方計畫銷毀近百年的泥塑媽祖像，引起台中市信徒李義結、盧惠敏爭取保存。10月25日，新惠宮主委邱江清表示先前就請示過天上聖母，祂決定不留舊金身，因此無法違逆天上聖母懿旨。舊神像於11月摧毀。
新廟花費新台幣八千多萬元，於2009年11月19日到22日，舉行己丑年九朝慶成水火祈安清醮及全鄉遶境儀式。

## 風水傳說

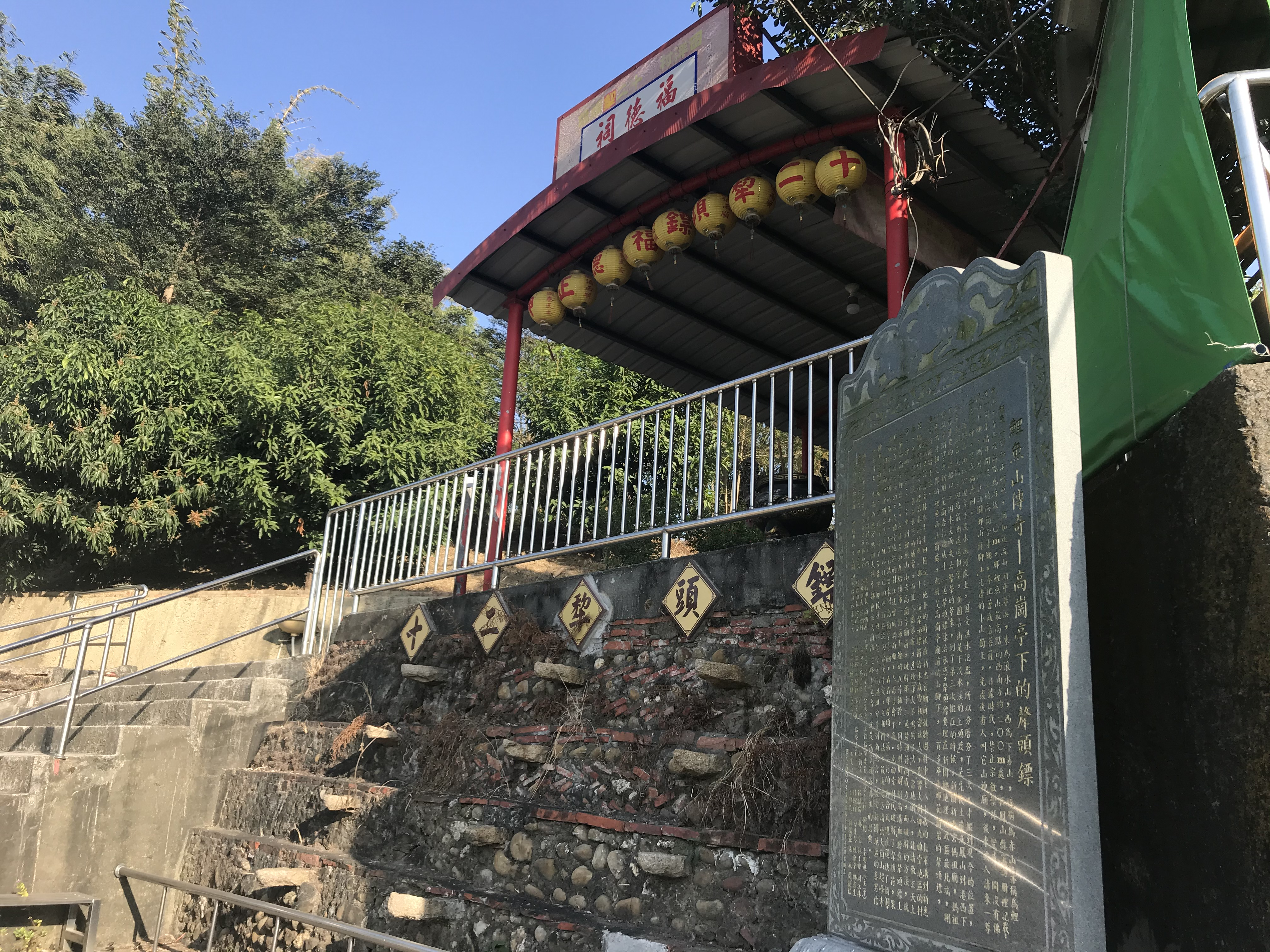
十二犁頭鏢

萬丹鄉采風社社長李明進，表示新園古街位早年是先民坐船上岸，或鳳山到港西下里最重要的渡船口，後來受洪水氾濫而沒落，還因此搬庄搬三次，最後一次搬庄時，新惠宮媽祖乩童開口，要利用花崗岩打造成十二道犛頭鏢，然後埋在鯉魚山山崗處治水，結果改讓對岸大樹鄉九曲堂飽受水患影響。九曲堂民眾於是請教玄天上帝破解方法，就將犛頭鏢第二行第七塊瓦片抽掉，並在犛頭鏢上潑上「銅針烏溝血」破解。
新惠宮廟委邱江清說，之後媽祖與玄天上帝摃上，大崗山超峰寺觀世音菩薩從中調解，從此兩地不再發生水患。
2000年12月6日，爐主劉木煌及新惠宮管理委員會主委張楊碧等多人在犛頭鏢舉行紀念碑揭幕儀式。共有新園、新東兩村七間廟宇出動轎班參加，並聘請道長林石三作法祈福。
2004年3月16日，民視《台灣奇案》劇組人員到新惠宮及鯉魚山十二犁頭鏢等地點取景，將此傳說拍成戲劇，由司馬玉嬌扮演媽祖。

## 外部連結
- 新惠宮的Facebook專頁